# Mirel Wagner

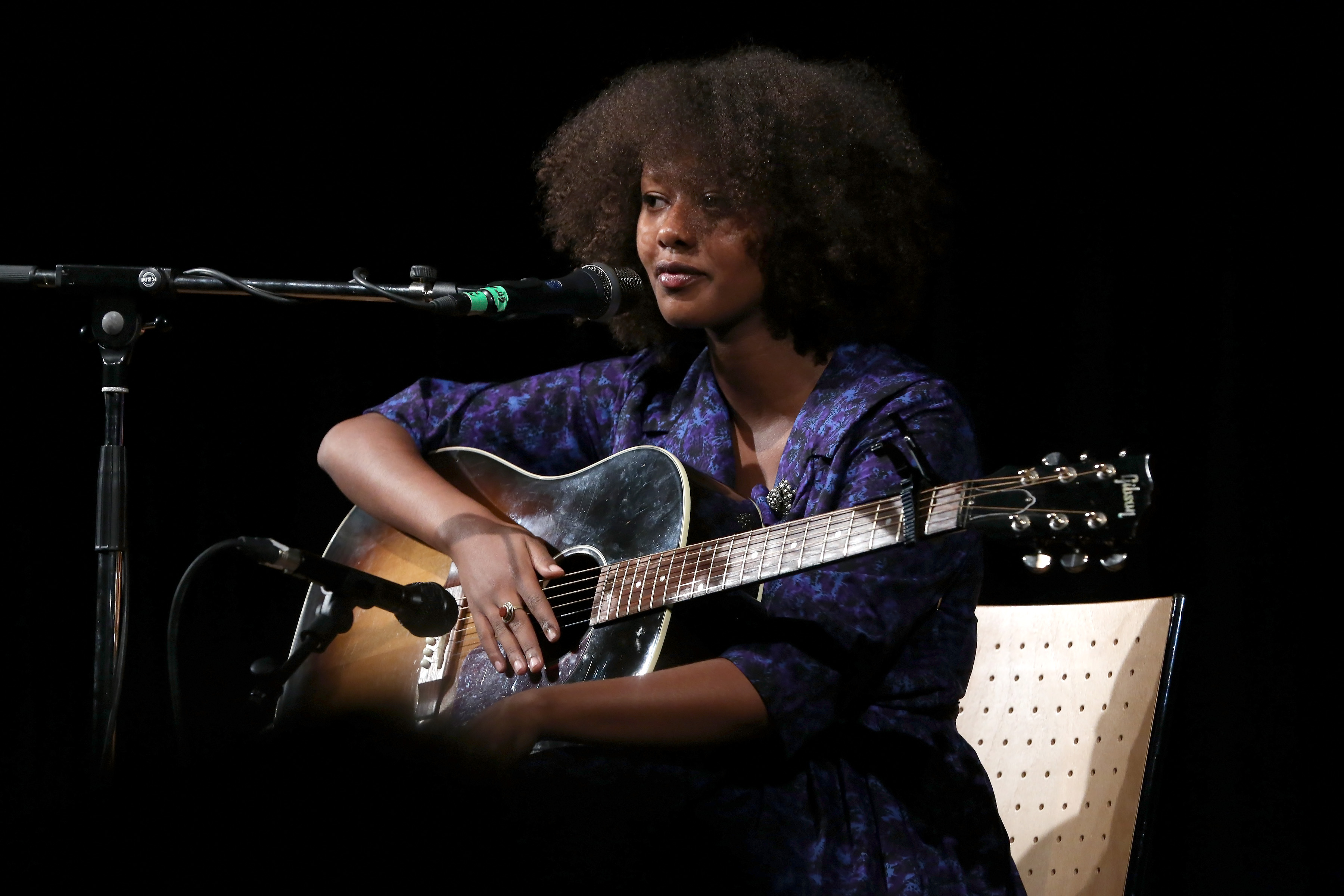
Mirel Wagner

Mirel Wagner, född 3 december 1987 i Etiopien, är en finsk sångerska och låtskrivare. Hennes självbetitlade debutalbum Mirel Wagner släpptes i februari 2011. Nästa album When the Cellar Children See the Light of Day släpptes i augusti 2014 och placerade sig på första plats på finska albumlistan.
Mirel Wagner vann Nordic Music Prize i mars 2015. Hon uppträdde live på Later... with Jools Holland i april 2015.